# Seuneubok Tuha (Idi Rayeuk)
Seuneubok Tuha is een bestuurslaag in het regentschap Aceh Timur van de provincie Atjeh, Indonesië. Seuneubok Tuha telt 172 inwoners (volkstelling 2010).